# كاتسويا نومورا
كاتسويا نومورا (باليابانية: 野村克也؛ بالكانا: のむら かつや) هو لاعب كرة قاعدة ياباني، ولد في 29 يونيو 1935 في كيوتو في اليابان.

## وصلات خارجية
- كاتسويا نومورا على موقع الدوري الياباني لكرة القاعدة (الإنجليزية)
- كاتسويا نومورا على موقعبيزبول رفرنس.كوم (الدوري الثانوي) (الإنجليزية)
- كاتسويا نومورا على موقع ميوزك برينز (الإنجليزية)